# Miguel Bastos Araújo
Miguel Bastos Araújo (Brussel·les, 24 d'abril de 1969) és un biogeògraf, investigador i professor universitari portuguès, nascut a Bèlgica, que treballa al Consell Superior d'Investigacions Científiques d'Espanya.
És un expert mundialment reconegut en l'estudi dels efectes del canvi climàtic sobre la biodiversitat. I també, un dels científics més citats del món, segons la llista Highly Cited Researchers (HCR) 2019, elaborada per la plataforma Webofscience Group, de Clarivate Analytics.

## Primers anys i formació
Besnet del reconegut periodista i escriptor portuguès, Norberto de Araújo i fill de professors universitaris (el seu pare, Jorge Quina Ribeiro de Araújo, biòleg, i la seva mare, Maria Helena do Carmo Guilherme Bastos, enginyera química), va néixer a Brussel·les l'abril de 1969, on el seu pare s'exilià per raons polítiques.
El 1975 es traslladà a Portugal amb la seva mare i, poc després, es va reunir amb els seus avis materns, recent retornats de Moçambic. El seu avi matern, Edmundo Bastos, l'influeix en el seu gust per la natura a través de les narracions de la selva africana que li explicava. La seva formació naturalista, però, va començar amb el seu pare a través de les nombroses sortides que van fer a les Ardenes, prop de Treignes, a Bèlgica, on posseïen una cabana llogada i recollien insectes per a la seva posterior observació al terrari de casa seva.
Va créixer entre Lisboa i Évora, havent assistit a l'escola primària Benfica, l'escola preparatòria Pedro de Santarém, i les escoles secundàries Dom Pedro V, Severim Faria, André de Gouveia i Gabriel Pereira. Després d'haver-se graduat, matriculant-se en un grau en biologia o geografia, finalment es va llicenciar en Geografia i Planificació Regional a la Facultat de Ciències Socials i Humanes de la Nova Universitat de Lisboa el 1994. En aquesta formació va fer el programa Erasmus a la Universitat d'Aberdeen, a Escòcia. Va obtenir un màster en conservació el 1995 al University College London, seguida de pràctiques al Museu d'Història Natural de Londres amb el professor Dick Vane-Wright. L'any 2000 va completar el seu doctorat en Geografia a la University College London sota la tutela d'investigadors del Museu d'Història Natural de Londres, Paul H. Williams, Dick Vane-Wright i Chris Humphries. La seva tesi es va centrar en el desenvolupament de metodologies per a la identificació d'àrees importants per a la conservació de la biodiversitat i, en el context d'aquesta investigació, va ser el primer investigador que va mapar la biodiversitat continental portuguesa i espanyola proporcionant una valoració de l'efectivitat de les àrees protegides d'ambdues àrees territorials.

## Carrera professional
Dntre els anys 2001 i 2003 va treballar al Centre Nacional de la Recerca Científica francès (CNRS), a la Universitat d'Oxford (2004-2005), el 2006 a la Universitat de Copenhaguen i, des del 2007, és investigador al Consell Superior d'Investigacions Científiques (CSIC) del Museu Nacional de Ciències Naturals d'Espanya. També és professor visitant a la Universitat de Copenhaguen i a la Universitat d'Évora i també ha assumit la càtedra de biogeografia a l'Imperial College London entre el 2013 i el 2014.
Va contribuir al quart Informe d'avaluació de l'IPCC 2007 i va ser autor de l'Informe sobre àrees protegides i canvi climàtic per al Consell d'Europa. Des del 2009 dirigeix a Évora la càtedra Rui Nabeiro (la primera càtedra d'investigació amb finançament privat a Portugal) dedicada a la biodiversitat i el canvi climàtic. El 2011 va assumir el comissariat científic de l'exposició permanent sobre biodiversitat, evolució i conservació inaugurada el 2012 al Museu Nacional de Ciències Naturals d'Espanya. El 2019, accepta la invitació de l'Ajuntament de Lisboa a assumir la comissaria de la Setmana Verda Europea, com a part de les celebracions de la capital europea de Lisboa (2020).
L'any 2018, inspirat en la seva trajectòria d'internacionalització acadèmica, crea una unitat hotelera per a la promoció de residències científiques i artístiques en un edifici històric que es recupera a pocs metres del temple romà d'Évora.
El 2019 va ser nomenat sotsdirector del Museu Nacional de Ciències Naturals d'Espanya, com a responsable de la formació científica i professional, i membre del Consell Nacional de Medi Ambient i Desenvolupament Sostenible, un òrgan assessor del Govern de Portugal.

## Reconeixements[11]
- Membre honorari de l'Ordre de Biòlegs de Portugal (2019)
- Premi Nacional de Medi Ambient Fernando Pereira (2019) de la Confederació Portuguesa d'Associacions de Protecció Ambiental
- Premi Ernst Haeckel (2019) de la Federació Europea d'Ecologia
- Premi Pessoa (2018)
- Premi Rey Jaime I de Protecció Ambiental (2016)
- Royal Society Wolfson Award Merit Research (2014)
- Premi IBS (International Biogeography Society) Premi MacArthur & Wilson (2013)
- Premi Ebbe Nielsen (2013) de la Facilitat d'informació global de la biodiversitat (GBIF)